# 彭英武
陸軍元帥彭英武，彭英武男爵，KG，GCB，OBE，MC，JP（Edwin Noel Westby Bramall, Baron Bramall，1923年12月18日—2019年11月12日），英國軍人，早年曾參與第二次世界大戰，1973年至1976年任英國駐港三軍司令兼香港行政局當然官守議員，1979年至1982年任陸軍總參謀長，負責統率英國陸軍，後又自1982年至1985年出任國防參謀長，統率英國三軍。彭英武曾在1981年被盛傳會接替麥理浩勳爵出任港督，但最後沒有實現。
彭英武早於1974年成為爵士，後於1987年晉為終身貴族。從軍隊退休後，出席上議院會議成為他的主要工作之一。彭英武於1990年獲授嘉德勳章，是少數取得如此高規格榮譽的軍人。

## 生平

### 早年生涯
彭英武在1923年12月18日生於英國，其父親乃埃德蒙·哈茲爾登·布拉馬爾少校（Major Edmund Haseldon Bramal，？─1965年），母親則是凱瑟琳·布麗奇特·惠斯比（Katherine Bridget Westby，？─1985年）。彭英武有一兄長名阿什利·布拉馬爾爵士（Sir Ashley Bramall，1916年1月6日─1999年2月10日），乃大律師及工黨政治家，曾任內倫敦教育管理局領袖達11年之久。
彭英武自少已經立志從軍，從伊頓公學畢業以後，時值第二次世界大戰，他便立即從軍，並在1943年加入英皇皇家步槍兵團（KRRC），於1944年至1945年獲派往歐洲大陸的西北戰區作戰，其時大戰已近尾聲，彭英武憑藉其出色表現，於1945年獲英廷授予軍功十字勳章。

### 從軍生涯
第二次世界大戰結束後，他在1946年至1947年調赴戰敗國日本，配屬至駐日執行佔領任務的英聯邦佔領軍（BCOF）麾下，其後局勢回穩下，他在1949年至1951年返國出任步兵學校講師，1952年取得psc資格後，隨即自1953年至1958年獲派到中東駐守。彭英武在1958年至1961年再度返國，出任陸軍參謀學院講師；後於1963年至1964年借調到國防部出任蒙巴頓勳爵之幕僚。
在1965年，彭英武改獲任命為皇家綠夾克第二團指揮官，專門協助馬來西亞抵抗印尼的軍事行動。馬來西亞與印尼的衝突在1966年告一段落後，他在1967年至1969年改任第五（空降）步兵旅指揮官，未幾在1970年又取得idc資格。此後，彭英武自1971年至1973年出任英國萊茵軍團（BAOR）第一師師長，1973年正式成為中將，並在同年改任英國駐港三軍司令兼香港行政局當然官守議員。
在香港出任三軍司令期間，彭英武除了經常訪問新界各地外，又經常熱心於公益慈善活動，並獲委終身出任香港狗會海外贊助人 ，他在1974年時獲英廷頒授KCB勳銜，成為爵士。彭英武在1976年退任駐港三軍司令，此後不繼獲得晉升。他除了在1976年取得將軍軍階外，自1976年至1978年又任英國陸上部隊總司令，自1978年至1979年更升任副國防參謀長（人事及後勤）。
彭英武在1979年至1982年成為陸軍總參謀長，負責統率英國陸軍。他在1982年取得了陸軍元帥軍階，同年獲委為國防參謀長，統率英國三軍，任內曾經在福克蘭戰爭參與指揮軍事部署工作。彭英武在1985年11月1日卸任，並由軍中退役，至於國防參謀長一職則由海軍上將裴恒善爵士接任。在卸任前夕，彭英武曾在同年10月專程訪問香港，期間曾訪問石崗軍營以及檢閱踞喀野戰兵團，其後又前往中國大陸最後一次代表軍方進行訪問。
除了上述軍職外，彭英武亦曾在1973年至1984年出任皇家綠夾克第三營旅長；1976年至1986年出任英皇愛德華七世直屬啹喀來福槍第二團團長；以及自1979年至1982年兼任將級副官。
彭英武曾在1981年7月被盛傳為接替麥理浩勳爵出任港督的人選之一。儘管他與香港關係比較密切，亦較為港人熟悉，但有關傳聞後來沒有實現。有消息指，彭英武未能出任港督，是因為其軍人的敏感身份會引起中國大陸方面猜忌，而彭英武本人在同年11月訪港時則對傳聞極力否認，港督一職最後由外交部的尤德爵士接任。

### 退役以後
從軍隊退役後，彭英武繼續擔任不少公職，當中包括自1986年至1998年出任大倫敦地域及志願後備陸軍主席；1986年至1998年出任女皇陛下大倫敦郡尉；以及自1987年至1997年出任踞喀兵團協會主席一職。另一方面，彭英武亦曾自1983年至1998年出任英國帝國戰爭博物館會董，期間更於1989年至1998年兼任主席。而自1985年至1994年，他曾經是瑪麗勒本木球會的理事會成員，後於1988年至1989年出任主席，1994年至1997年出任會董，以及在1997年獲選為終身名譽副主席。
此外，彭英武亦曾關注過香港前途，在任參謀總長時曾參與處理有關問題，亦曾在1989年與鄧蓮如女爵討論過有關問題。為表彰他對軍方及英國的軍事貢獻，他在1987年獲封為終身貴族，其後更於1990年獲封為嘉德騎士，由於嘉德騎士名額僅限二十四個，所以地位特別尊崇。
成為終身貴族後，出席上議院辯論成為彭英武的主要公職之一。在上院中，他以反對英國參與第二次伊拉克戰爭著稱，並曾多次發表言論支持他的觀點。不過，在2006年8月27日，英國報章揭露時年82歲的彭英武與另一時年78歲的上院議員詹納勳爵因黎巴嫩議題出現口角。據了解，彭英武除了向這位猶太裔上院議員發表「反以色列」言論外，還在議事廳附近大打出手。彭英武事後致電詹納道歉，而上院亦沒有就有關毆打事件加以追究，最後事件不了了之。
2019年11月12日病逝，享耆壽95歲。

## 家庭
彭英武在1949年迎娶多羅西·阿夫里爾·溫特沃思·弗農（Dorothy Avril Wentworth Vernon）為妻，多羅西的父親是亨利·阿爾比馬爾·弗農準將，DSO（Brigadier-General Henry Albemarle Vernon）。彭英武夫婦共育有一女一子，分別是：
- 莎拉·布拉馬爾 （1951年—）
- 尼古拉斯·布拉馬爾 （1952年—）

彭英武的興趣包括木球、繪畫和旅遊等等。

## 榮譽

### 殊勳
- M.C. （1945年）
- O.B.E. （1965年）
- K.C.B. （1974年）
- G.C.B. （1979年）
- K.St.J. （1986年）
- J.P. （1986年，倫敦）
- 在1987年2月9日，彭英武獲英廷冊封為終身貴族，其正式頭銜為彭英武元帥，漢普郡布什菲爾德的彭英武男爵（Field Marshal Edwin Noel Westby Bramall, Baron Bramall of Bushfield in the County of Hampshire）。
- K.G. （1990年）

### 頭銜
- 彭英武，Esq （1923年—1945年？）
- 彭英武，MC （1945年—1965年？）
- 彭英武中校，OBE，MC （1965年—1973年？）
- 彭英武中將，OBE，MC （1973年—1974年）
- 陸軍中將彭英武爵士，KCB，OBE，MC （1974年—1976年）
- 陸軍將領彭英武爵士，KCB，OBE，MC （1976年—1979年）
- 陸軍將領彭英武爵士，GCB，OBE，MC （1979年—1982年）
- 陸軍元帥彭英武爵士，GCB，OBE，MC （1982年—1986年）
- 陸軍元帥彭英武爵士，GCB，KStJ，OBE，MC，JP （1986年—1987年）
- 陸軍元帥彭英武勳爵，GCB，KStJ，OBE，MC，JP （1987年—1990年）
- 陸軍元帥彭英武勳爵，KG，GCB，KStJ，OBE，MC，JP （1990年—）

## 著作
- The Chiefs （1983年，合著）

## 延伸閱讀
- Tillotson, Michael (2006), The Fifth Pillar: the life and philosophy of the Lord Bramall K.G., Sutton Publishing, ISBN 0-7509-4239-8
- Heathcote, T.A. (1999), The British Field Marshals 1736-1997, Pen & Sword Books Ltd, ISBN 0-85052-696-5

## 外部連結
1. ↑  . 郵報. 2006-08-27  [2006-08-27]. （原始内容存档于2021-03-14）.
2. ↑  . 每日電訊報. 2019-11-12  [2019-11-12]. （原始内容存档于2019-11-12）.

| 军职                     | 军职                       | 军职                       |
| ------------------------ | -------------------------- | -------------------------- |
| 前任者： 韋達爵士        | 駐港三軍司令 1973年–1976年 | 繼任者： 夏卓賢中將        |
| 前任者： 羅蘭·吉布斯爵士 | 陸軍總參謀長 1979年–1982年 | 繼任者： 約翰·斯塔尼爾爵士 |
| 前任者： 特倫斯·盧因爵士 | 國防參謀長 1982年–1985年   | 繼任者： 裴恆善爵士        |